# Ibrahim Daher
Vous pouvez aider à l'améliorer ou bien discuter des problèmes sur sa page de discussion.
- Il ne cite pas suffisamment ses sources. Vous pouvez indiquer les passages à sourcer avec {{référence nécessaire}} ou {{Référence souhaitée}}, et inclure les références utiles en les liant aux notes de bas de page. (Marqué depuis juillet 2021)
- Son texte doit être wikifié : il ne correspond pas à la mise en forme Wikipédia (style, typographie, liens internes, liens entre les wikis, etc.). (Marqué depuis juillet 2021)
- Sa forme n’est pas encyclopédique et ressemble trop à un curriculum vitæ. Modifiez le texte pour aider à le transformer en article neutre. (Marqué depuis juillet 2021)

- Archive Wikiwix
- Bing
- Cairn
- DuckDuckGo
- E. Universalis
- Gallica
- Google
- G. Books
- G. News
- G. Scholar
- Persée
- Qwant
- (zh) Baidu
- (ru) Yandex
- (wd) trouver des œuvres sur Wikidata

Pour les articles homonymes, voir Daher (homonymie).
Ibrahim Hanna-el-Daher (en arabe : ابراهيم حنا الضاهر) né le 10 août 1948 à Bcharré, est un homme d’affaires et un homme politique libanais, ministre de la réforme de l’Etat sous le second gouvernement de Omar Karamé, d’octobre 2004 à avril 2005. 

## Biographie
Fils de Souraya Issa-el-Khoury et d’Emile Hanna-el-Daher, magistrat et avocat. Ancien élève de Notre-Dame de Jamhour, il poursuit ses études supérieures entre la France et le Liban. Il est notamment diplômé en 1971 de la Faculté d’ingénierie (ESIB) de l’Université Saint-Joseph de Beyrouth, des  Ponts et Chaussées en 1973 et de Sciences Po Paris en 1975 (section Ecofi). Il obtient également un DESS de droit des affaires à l’Université Paris V.

## Famille
Son oncle, Kabalan est un ancien ministre et député.
Sa sœur Samira Hanna-el-Daher a été la première femme nommée ambassadeur du Liban.

## Carrière professionnelle
Ibrahim Hanna-el-Daher fera toute sa carrière dans le secteur des services immobiliers aux entreprises et aux particuliers, au sein du groupe UFFI, qu'il a rejoint en 1973, et dont il sera PDG de 1990, à 2008. Il présidera également jusqu’à cette date le groupe Adyal, leader européen sur le marché des services immobiliers aux entreprises.
Depuis sa retraite en 2008, il siège dans des conseils d’administration d’institutions publiques et financières.

## Carrière politique
Il préside depuis 1992 le Conseil d’Administration de la Fondation du Foyer Franco-Libanais à Paris créée par une loi de 1936, entre le gouvernement français et le patriarcat maronite, qui a pour but de resserrer et développer les liens entre la France et le Liban. Il a contribué à ce poste à développer et resserrer les liens entre la France et le Liban et notamment le patriarcat maronite.
D’octobre 2004 à avril 2005, il a été nommé ministre d'État à la Réforme administrative au sein du 2nd gouvernement de Omar Karamé.
Il n’est rattaché à aucun parti politique libanais.

## Activités sociales et humanitaires
Actif dans le domaine public depuis de nombreuses années, il est le président de la Fondation Culturelle Emile Hanna-El-Daher chargée de l'aide sociale, notamment des bourses d’études scolaires et universitaires.